# Pekka Kuvaja
Pekka Kuvaja född 15 juni 1921, död 21 november 2003 var en finländsk längdåkare och bankman.
Han var den förste icke-svensken som lyckades vinna Vasaloppet. Det inträffade 1954, då Kuvaja i ett mycket tungt töföre vann loppet på tiden 6:22.51 timmar.
Kuvaja hade innan segern åkt loppet tre gånger och haft placeringarna 
- 1951 - 2
- 1952 - 3
- 1953 - 30

Kuvaja var en allsidig idrottsman, som bl.a. varit landslagsman i orientering och han var även en gångare av god kvalitet - tredjeplacering på 50 kilometer i finska mästerskapen 1951. Hans främsta resultat inom längdåkningen förutom segern i Vasaloppet var en seger 1951 på 50 km före Veikko Hakulinen.
Han kandiderade till riksdagen för Samlingspartiet 1966.

### Fotnoter
1. ↑  ”Vasaloppet”. Vasaloppet. Arkiverad från originalet den 3 december 2013. https://web.archive.org/web/20131203033229/http://www.vasaloppet.se/wps/wcm/connect/989fe080449c33e79e4cff27c64f5ec4/segrare_Vasaloppet_sv3bcd.pdf?MOD=AJPERES. Läst 29 november 2013.